# Firmin Bogaert

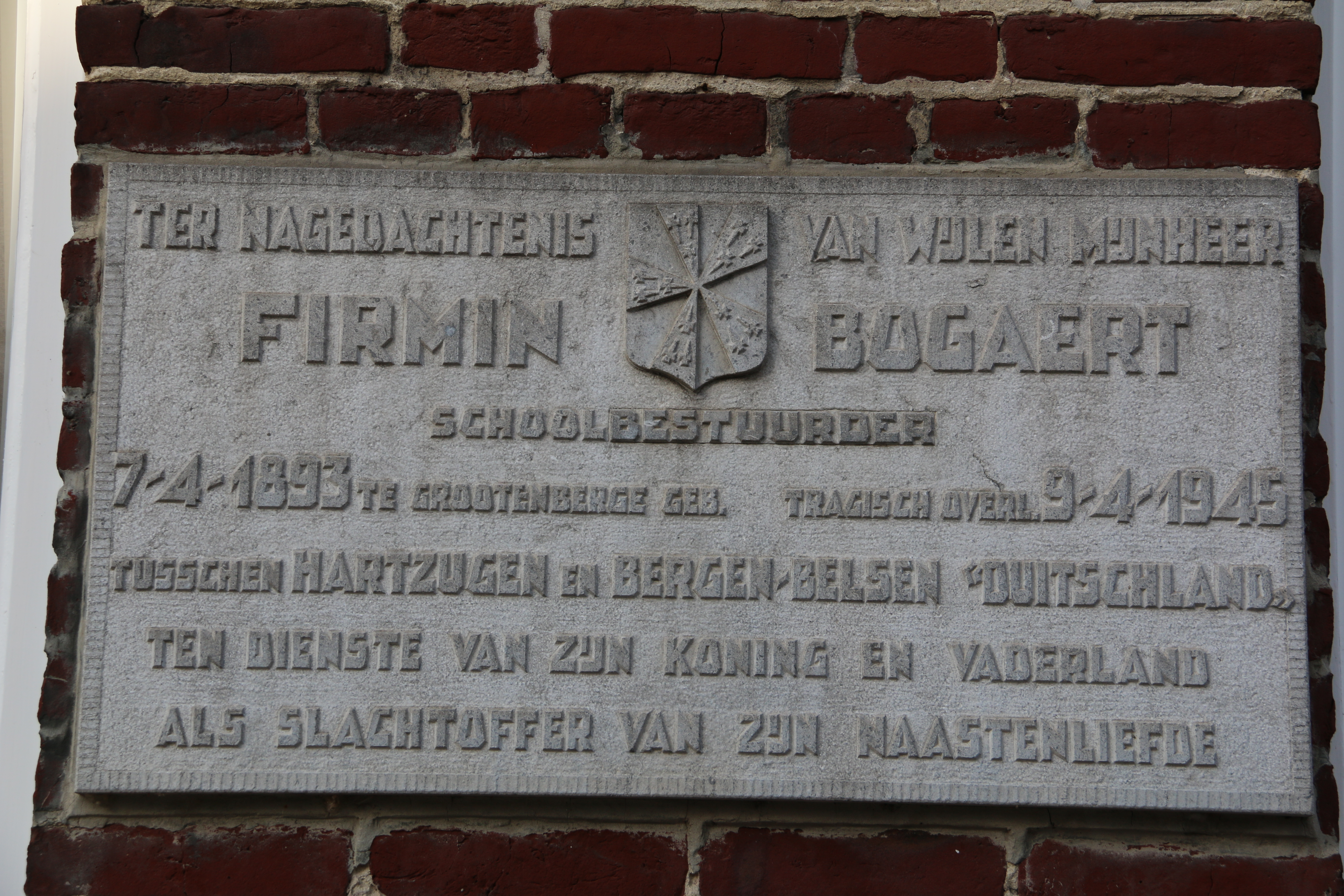
Gedenkplaat Firmin Bogaert

Firmin Bogaert (Grotenberge, 7 april 1893 – Duitsland, 9 april 1945) was een lid van het Belgisch verzet in de Tweede Wereldoorlog. Hij was hoofdonderwijzer van de gemeenteschool in Zottegem. Bogaert was lokaal leider van de verzetsgroep Onafhankelijkheidsfront. Hij kwam tijdens de oorlog om als politiek gevangene tijdens een treintransport tussen de Duitse concentratiekampen Harzungen en Bergen-Belsen.
Op 22 november 1946 werd de straat van de gemeenteschool omgedoopt tot Firmin Bogaertstraat (samen met de nieuwe straatnaam elders ter ere van Léon Lefèvre). Op de gemeenteschool werd ook een gedenkplaat aangebracht ter nagedachtenis van hem. De tekst op de plaat luidt als volgt: "Ter nagedachtenis van wijlen mijnheer Firmin Bogaert schoolbestuurder 7-4-1893 te Grootenberge geboren tragisch overleden 9-4-1945 tusschen Hartzugen en Bergen-Belsen 'Duitschland' ten dienste van zijn koning en vaderland als slachtoffer van zijn naastenliefde". Zijn naam staat ook vermeld op het Oorlogsmonument op het Politiek Gevangenenplein. Bogaerts echtgenote herdacht hem met de bouw van de Warandekapel in 1948. 